# José Esteban Yepes Berruezo
José Esteban Yepes Berruezo (Cartagena (Murcia) 13 de julio de 1972) es un exfutbolista español. Actuaba en la posición de portero y actualmente entrenador de porteros del Unión Deportiva Las Palmas de la LaLaliga.

## Trayectoria
Natural de El Llano del Beal, es un producto de la cantera cartagenera. Firmó en el At. de Madrid siendo muy joven y después jugó en el Real Jaén, tres temporadas en Segunda, y en otra fase de su historial fue uno de los pilares del Cartagonova CF, el equipo de Florentino Manzano que llegó a disputar eliminatorias de ascenso, en una de ellas se enfrentó al FC Barcelona en el que comenzaba a jugar el hoy mundialista Puyol.
En 2012 el Fútbol Club Cartagena contrata al exportero del equipo José Esteban Yepes para que sea el preparador de guardametas en la primera plantilla, cargo en el que sustituye a Juan Miguel García Inglés.
En julio de 2018, se convierte en entrenador de porteros de la Unión Deportiva Las Palmas en la Liga 123, incorporándose al personal de Manolo Jiménez, tras 6 temporadas en el club cartagenero.

## Clubes como jugador
| Club                           | País   | Año       |
| ------------------------------ | ------ | --------- |
| Cartagena FC                   | España | 1989-1990 |
| Atlético de Madrid B           | España | 1990-1992 |
| Unión Deportiva Horadada       | España | 1992-1993 |
| Atlético de Madrid B           | España | 1993-1994 |
| Yeclano Club de Fútbol         | España | 1994-1995 |
| Real Jaén                      | España | 1995-1996 |
| FC Cartagena                   | España | 1996-1997 |
| Real Jaén                      | España | 1997-2002 |
| FC Cartagena                   | España | 2002-2005 |
| Unión Deportiva Horadada       | España | 2005-2006 |
| Agrupación Deportiva Las Palas | España | 2006-2007 |

## Clubes como entrenador de porteros
| Club             | País   | Año       |
| ---------------- | ------ | --------- |
| Cartagena F. C.  | España | 2012-2018 |
| U. D. Las Palmas | España | 2018-     |

## Palmarés
- 2 Ascensos a Segunda División
- 1 Trofeo Zamora Tercera División